# 小行星3459
小行星3459（3459 Bodil）是一颗绕太阳运转的小行星，为主小行星带小行星。该小行星于1986年4月2日发现。

## 轨道参数
小行星3459的轨道半长轴为2.2452854 UA，离心率为0.170。